# Malese Jow
Elizabeth Malese Jow (Tulsa, Oklahoma, 18 de febrero de 1991), más conocida como Malese Jow es una actriz, cantante, compositora y modelo estadounidense de ascendencia china. Conocida por interpretar a Geena Fabiano en la serie de Nickelodeon Unfabulous, a Lucy Stone en la sitcom Big Time Rush de Nickelodeon y a Anna, una adolescente vampiro en el drama de fantasía de The CW The Vampire Diaries. Ella protagonizó interpretando a Julia Yeung en la serie de corta duración Star-Crossed. Ella tuvo un papel recurrente interpretando a Linda Park en la serie The Flash. Jow interpretará a Mareth Ravenlock en la segunda temporada de The Shannara Chronicles.

## Vida personal
Nacida como Elizabeth Malese Jow en Tulsa, Oklahoma, Estados Unidos. Jow se trasladó a California con su madre y sus hermanos cuando ella tenía nueve años de edad. Es de origen chino-estadounidense. De niña, a menudo se iba a cantar el himno nacional en los partidos de béisbol locales.

## Carrera
Cuando tenía seis años de edad, Jow apareció en Barney y Dellaventura, pero su carrera como actriz despegó cuando ella ganó un papel coprotagonista en la comedia de Nickelodeon Unfabulous junto a Emma Roberts, donde interpretó a Geena Fabiano, uno de los mejores amigos de Addie Singer. La serie funcionó durante tres temporadas 2004-2007 y ganó varias nominaciones en los Young Artist Award.
Cuando Unfabulous terminó en 2007, Jow coprotagonizó la película de dibujos animados Bratz: La película interpretando a Quinn y apareció como estrella invitada en los programas Wizards of Waverly Place, The Young and the Restless, iCarly, The Secret Life of the American Teenager y Hannah Montana y coprotagonizó la comedia de 2009 de ciencia ficción Aliens in the Attic.

## Filmografía
| Año         | Título                                   | Rol                      | Notas                                                |
| ----------- | ---------------------------------------- | ------------------------ | ---------------------------------------------------- |
| 1997        | Barney y sus amigos                      | Niña de la fiesta de té  | Episodio: "Pennies, Nickels, Dimes"                  |
| 1997        | Dellaventura                             | Niña huérfana            | Episodio: "Dreamers"                                 |
| 2003        | Los Hermanos García                      | Celeste                  | Episodio: "Right Place, Right Time"                  |
| 2004 — 2007 | Unfabulous                               | Geena Fabiano            | Rol coprotagónico. Serie de TV de Nickelodeon        |
| 2005        | Todo eso y más                           | Ella misma               | Serie de TV de Nickelodeon                           |
| 2007        | Bratz: La Película                       | Quinn                    | Rol secundario (voz)                                 |
| 2007        | Wizards of Waverly Place                 | Ruby Donahue             | Episodio: "Movies"                                   |
| 2008        | The Young and the Restless               | Hannah                   | Dos episodios                                        |
| 2009        | iCarly                                   | Doble de Carly Shay      | Episodio: "iLook Alike"                              |
| 2009        | The Secret Life of the American Teenager | Gail                     | Episodio: "One Night at Band Camp"                   |
| 2009        | Hannah Montana                           | Rachel                   | Episodio: "He Could Be The One"                      |
| 2009        | Pequeños Invasores                       | Julie                    | Chica en el final                                    |
| 2009 - 2010 | The Vampire Diaries                      | Annabelle Zhu            | Dieciocho episodios                                  |
| 2010        | Leverage                                 | Josie Martin             | Episodio: "The Boost Job"                            |
| 2010        | You're So Cupid                          | Megan                    | Rol secundario                                       |
| 2010        | The social network                       | Alice Cantwell           | Rol secundario                                       |
| 2011        | The Troop                                | Cadence Nash             | Rol protagónico (segunda temporada, trece episodios) |
| 2011        | Desperate Housewives                     | Violet                   | Episodio: "Then I Really Got Scared"                 |
| 2011—2013   | Big Time Rush                            | Lucy Stone               | Personaje recurrente (temporada 2-4.)                |
| 2012        | CSI: Miami                               | Amanda Yang              | Episodio: "Friendly Fire"                            |
| 2013        | Plastic                                  | Beth                     | Rol secundario                                       |
| 2013        | Star-Crossed                             | Julia                    | Elenco principal                                     |
| 2014        | Castle                                   | Hillary Cooper           | Episodio: "Smells Like Teen Spirit"                  |
| 2015        | The Flash                                | Linda Park / Doctora Luz | personaje recurrente. Serie de TV de The CW          |
| 2017        | Las crónicas de Shannara                 | Mareth                   | Elenco principal. Serie de TV de MTV                 |
| 2018        | Casual                                   | Camilla                  | Dos episodios                                        |
| 2018        | I Wrote This For You                     | Ariana                   | Elenco principal                                     |
| 2019        | Plan de escape 3: Los extractores        | Daya Zhang               | Rol secundario                                       |
| 2021-       | Invencible                               | Kate Cha/Dupli-Kate      | Rol secundario. Serie de TV de Amazon Prime Video    |

## Discografía

### Sencillos
- «Caught up in You»
- «Mista DJ»
- «Where you Belong» feat Joe Jonas
- «Go Go»
- «Left Waiting»
- «Hey Oh»
- «No Better»
- «Red Light»
- «Turn Away»
- «Sound Of Summer»
- «He Said She Said»
- «Live 4 Today»
- «You Had It All»
- «You Left Me In The Air»
- «So Good»